# Steven Williams (attore)
Steven Williams (Memphis, 7 gennaio 1949) è un attore statunitense.

## Filmografia parziale

### Cinema
- Cooley High, regia di Michael Schultz (1975)
- The Blues Brothers - I fratelli Blues (The Blues Brothers), regia di John Landis (1980)
- Sapore di hamburger (Better Off Dead...), regia di Savage Steve Holland (1985)
- Missing in Action (Missing in Action 2: The Beginning), regia di Lance Hool (1985)
- Chi è sepolto in quella casa? (House), regia di Steve Miner (1986)
- Jason va all'inferno (Jason Goes to Hell: The Final Friday), regia di Adam Marcus (1993)
- Route 666, regia di William Wesley (2001)
- 22 Jump Street, regia di Phil Lord e Christopher Miller (2014) – non accreditato
- I corrotti - The Trust (The Trust), regia di Alex Brewer e Benjamin Brewer (2016)
- It, regia di Andrés Muschietti (2017)
- Velvet Buzzsaw, regia di Dan Gilroy (2019)
- Birds of Prey e la fantasmagorica rinascita di Harley Quinn (Birds of Prey: And the Fantabulous Emancipation of One Harley Quinn), regia di Cathy Yan (2020)

### Televisione
- Hazzard (The Dukes of Hazzard) – serie TV, episodi 4x27-6x11 (1982-1983)
- A-Team (The A-Team) – serie TV, episodio 3x06 (1984)
- I quattro della scuola di polizia (21 Jump Street) – serie TV, 97 episodi (1987-1992)
- X-Files (The X-Files) – serie TV, 14 episodi (1994-2002)
- L.A. Heat – serie TV, 48 episodi (1997-1999)
- The Agency – serie TV, episodio 2x04 (2002)
- Miss Marple (Agatha Christie's Marple) – serie TV, episodio 1x01 (2004)
- Supernatural – serie TV, 6 episodi (2008-2016)
- Tornado F6 - La furia del vento (F6: Twister), regia di Peter Sullivan – film TV (2012)
- The Leftovers - Svaniti nel nulla (The Leftovers) – serie TV, 6 episodi (2015)
- Training Day – serie TV, episodio 1x05 (2017)
- One Mississippi – serie TV, episodi 2x03-2x06 (2017)
- The Chi – serie TV, 9 episodi (2018)
- Project Blue Book – serie TV, episodio 1x03 (2019)
- True Detective – serie TV, episodi 3x06-3x08 (2019)
- Yellowstone – serie TV, 3 episodi (2019)
- Stumptown – serie TV, episodi 1x13-1x14-1x18 (2020)
- Locke & Key – serie TV, 5 episodi (2020)

## Doppiatori italiani
Nelle versioni in italiano delle opere in cui ha recitato, Steven Williams è stato doppiato da:
- Elio Zamuto in Jason va all'inferno, Cold Case - Delitti irrisolti
- Paolo Buglioni in X-Files, Snowfall
- Massimo Corvo in L.A. Heat, Yellowstone
- Angelo Nicotra in iZombie, The Chi
- Gerolamo Alchieri in It, FBI: Most Wanted
- Mario Zucca in Jake 2.0
- Alessandro Rossi in Criminal Minds
- Giorgio Locuratolo in Detective Monk
- Diego Reggente in Supernatural
- Mauro Bosco in Desperate Housewives
- Michele Gammino in 21 Jump Street
- Paolo Gattini in One Mississippi
- Luca Biagini in Stumptown
- Ambrogio Colombo in All Rise
- Ennio Coltorti in Birds of Prey e la fantasmagorica rinascita di Harley Quinn